# گیدو کربنی
گیدو کربنی (انگلیسی: Guido Carboni؛ زادهٔ ۲۷ ژانویهٔ ۱۹۶۳) بازیکن فوتبال اهل ایتالیا است.
از باشگاه‌هایی که در آن بازی کرده‌است می‌توان به باشگاه فوتبال روبور سیه‌نا، باشگاه فوتبال اتلتیکو آرتزو، باشگاه فوتبال بنونتو، و باشگاه فوتبال امپولی اشاره کرد.